# Brezovské Karpaty
Brezovské Karpaty este o arie protejată (arie specială de conservare — SAC, sit de importanță comunitară — SCI) din Slovacia întinsă pe o suprafață de 2.671,05 ha, integral pe uscat.

## Localizare
Centrul sitului Brezovské Karpaty este situat la coordonatele 48°38′16″N 17°33′27″E / 48.637778°N 17.5575°E.

## Înființare
Situl Brezovské Karpaty a fost declarat sit de importanță comunitară în aprilie 2004 pentru a proteja 2 specii de plante și 4 specii de animale. Situl a fost protejat și ca arie specială de conservare în martie 2004.

## Biodiversitate
Situată în ecoregiunea alpină, aria protejată conține 11 habitate naturale: Pajiști stepice subpanonice, Păduri de fag din Europa Centrală dezvoltate pe sol calcaros cu Cephalanthero-Fagion, Păduri de fag Asperulo-Fagetum, Păduri pe pante, grohotișuri și ravene de Tilio-Acerion, Pajiști panonice carstice (Stipo-Festucetalia pallentis), Fânețe de joasă altitudine (Alopecurus pratensis, Sanguisorba officinalis), Peșteri inaccesibile publicului, Păduri panonice cu Quercus pubescens, Pajiști uscate seminaturale și facies de acoperire cu tufișuri pe substraturi calcaroase (Festuco-Brometalia) (* situri importante pentru orhidee), Păduri aluvionare cu Alnus glutinosa și Fraxinus excelsior (Alno-Padion, Alnion incanae, Salicion albae), Pajiști carstice calcaroase sau bazofile, de Alysso-Sedion albi.
La baza desemnării sitului se află mai multe specii protejate:
- plante (2): Dianthus lumnitzeri, sisinei (Pulsatilla grandis)
- amfibieni (1): izvoraș-cu-burta-galbenă (Bombina variegata)
- mamifere (2): liliac comun (Myotis myotis), liliacul mic cu potcoavă (Rhinolophus hipposideros)
- nevertebrate (1): Rosalia alpina

Pe lângă speciile protejate, pe teritoriul sitului au mai fost identificate 16 specii de plante, 2 specii de amfibieni, 4 specii de mamifere, 3 specii de reptile.